# Печерна купальня

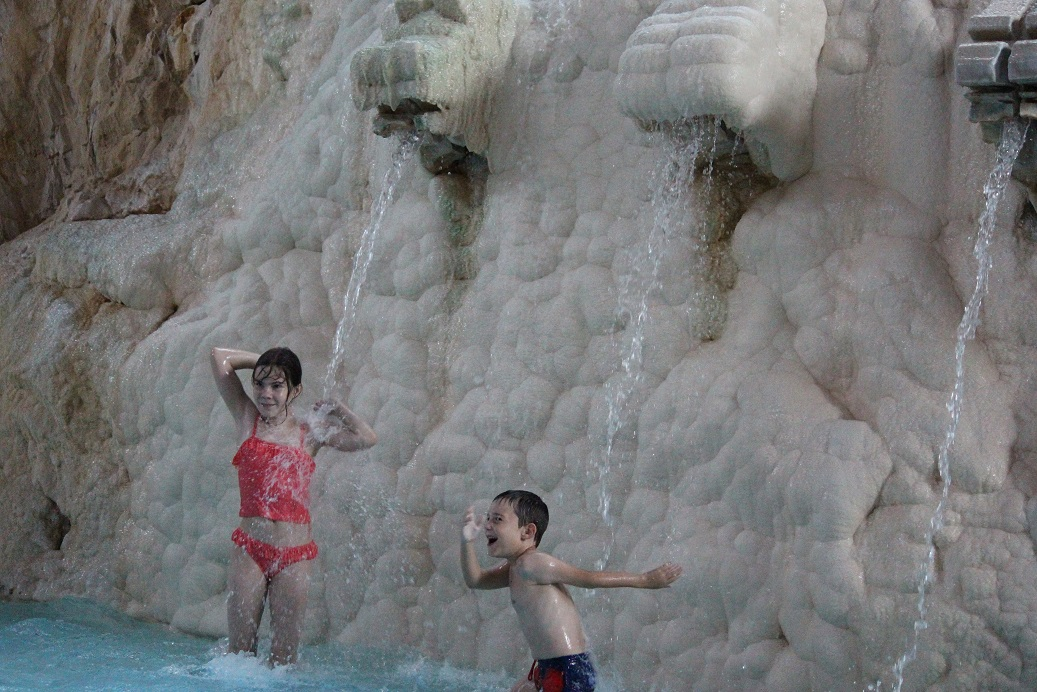
Печерна купальня всередині

Печерна купальня (угор. Barlangfürdő) — геотермальне джерело в природній печері на курорті Мішкольц-Тапольца, який є частиною міста Мішкольц, Угорщина. Схожа купальня знаходиться в місті Склені-Теплиці, Словаччина.

## Лікування
Термальні води допомагають при болях у суглоба. Люди можуть приймати такі ванни необмежений час, тому що вони мають досить низький вміст солі (близько 1000 мг/л). Печерну купальню можна відвідувати цілий рік, крім січня.

## Історія

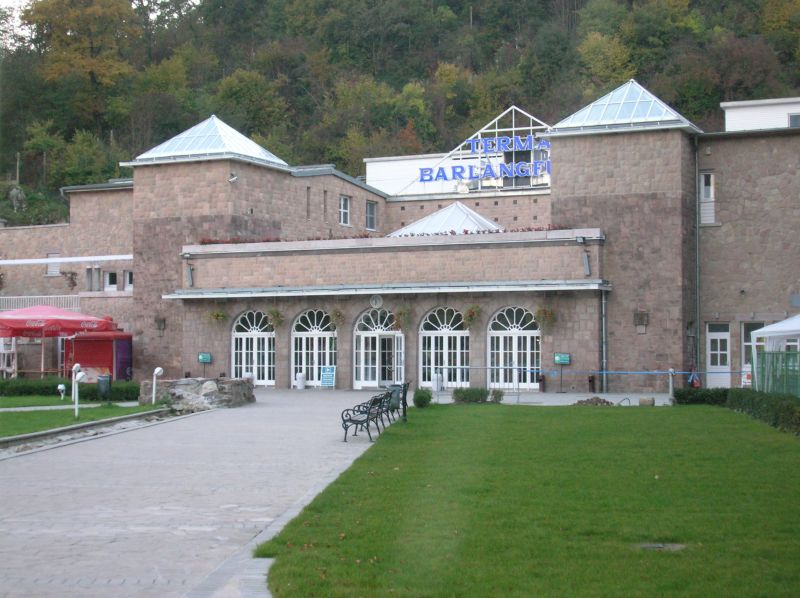
Вхід в печерну купальню

Печери та термальні джерела були відомі ще з давніх часів, але Тапольца став популярним місцем для купання після Османської окупації Угорщини в XVI–XVII столітті. В цей час територія належала грецькому абатству Герембей. Ідея розвитку Тапольци як купального місця належала настоятелю абатства В 1711 році він привіз з м. Кошиці лікарів вивчати благотворний вплив води на організм людини. В 1723 році були збудовані три басейни та готелі. Печера не використовувалася, басейни знаходилися ззовні. З середині XVII до XIX століття купальні та будівлі були закинуті.
В 1837 році новий настоятель абатства Герембей відновив та розширив купальні. З'явився перший критий басейн і призначений він був для багатих відвідувачів.

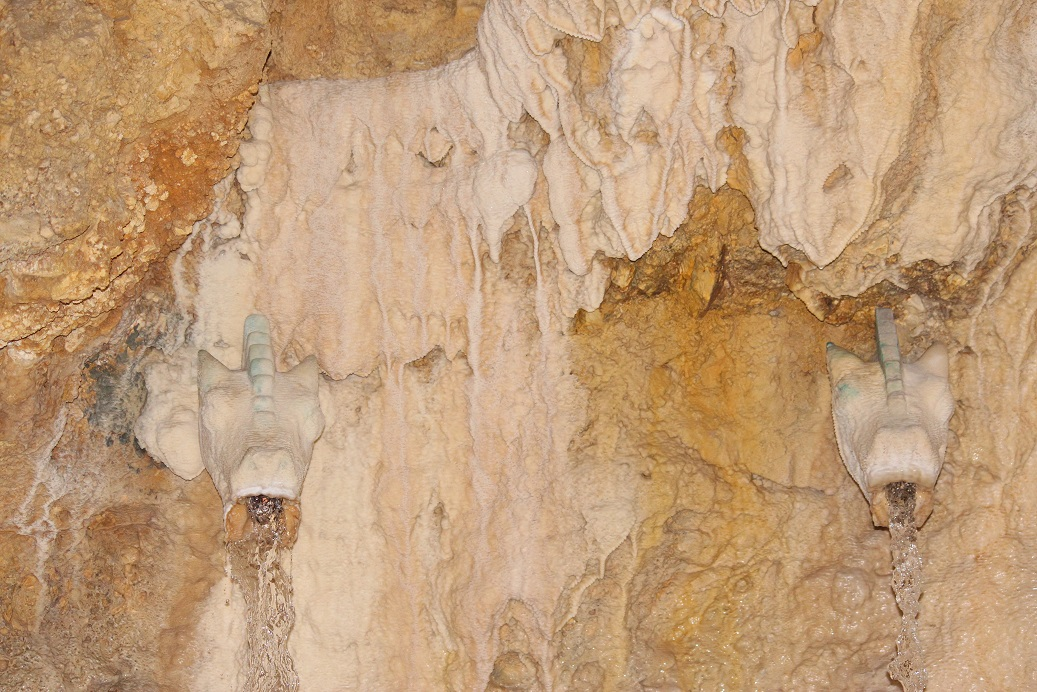
Печерна купальня всередині

## Будівництво курорту
На початку ХХ століття місто Мішкольц купив цю ділянку землі в грецької православної церкви, не тільки через термальні води, але й через джерело питної води.
В наступні роки були збудовані басейни загального користування. В 1934 році Тапольца був офіційно признаний курортним містом. В 1939 році почалося будівництво нового купального дому. Під час будівництва були виявлені археологічні знахідки, та нове джерело з температурою +31.5°С. Термальна купальня була відкрита в 1941 році, а печерна купальня 14 травня 1959 року.
З того часу купальний комплекс був розширений в декілька разів. Відкритий басейн і дах в формі раковини збудовані в 1969 році. В 1980 роках були збудовані нові будівлі та басейни з теплішою водою (34 °C і 36 °C). Останнє розширення відбулося в 1998 році.

## Галерея

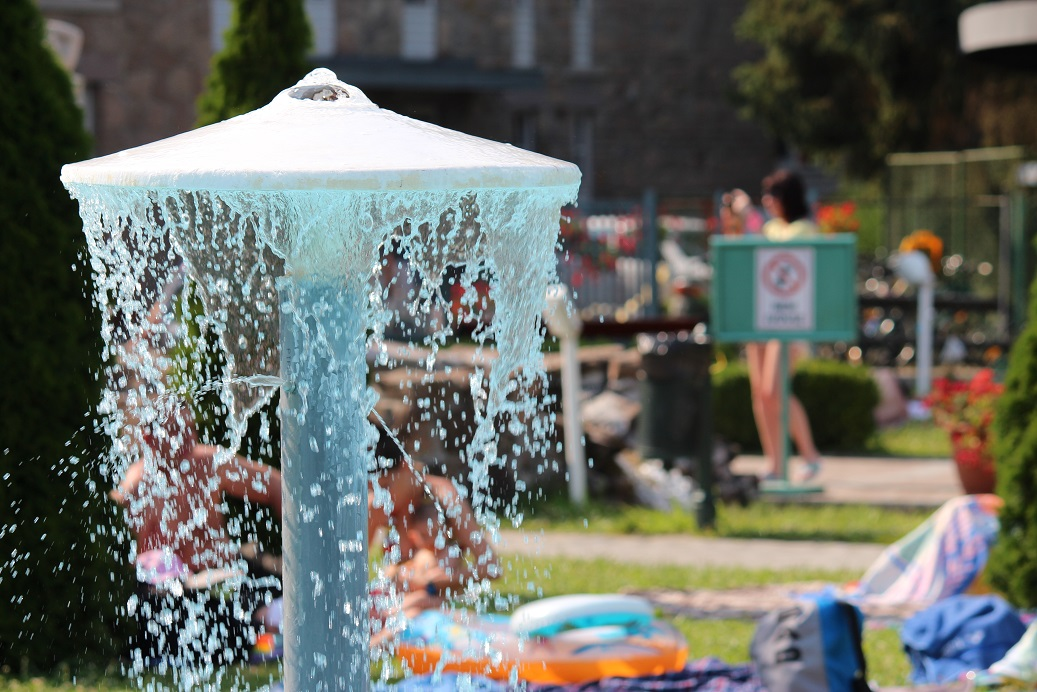
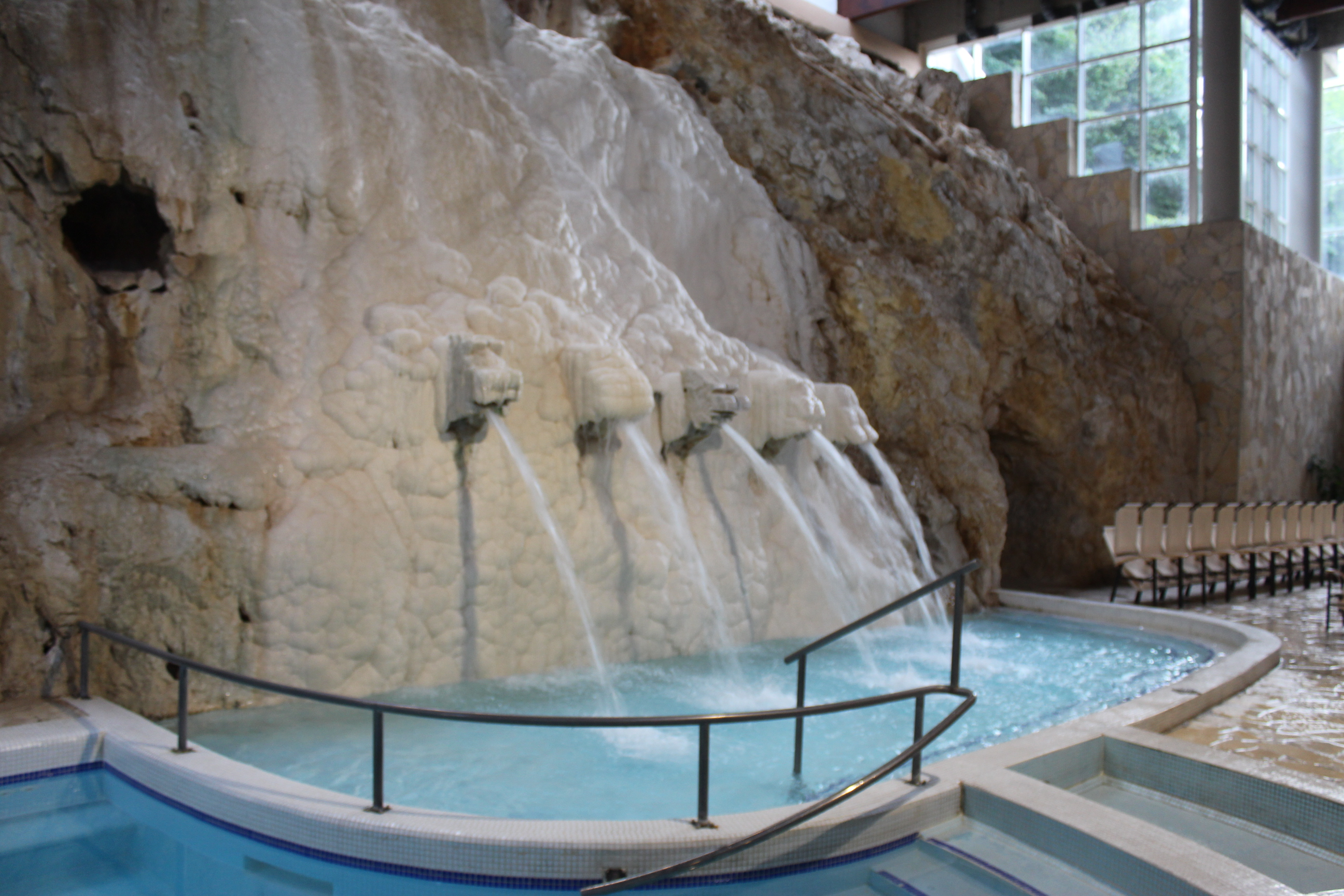
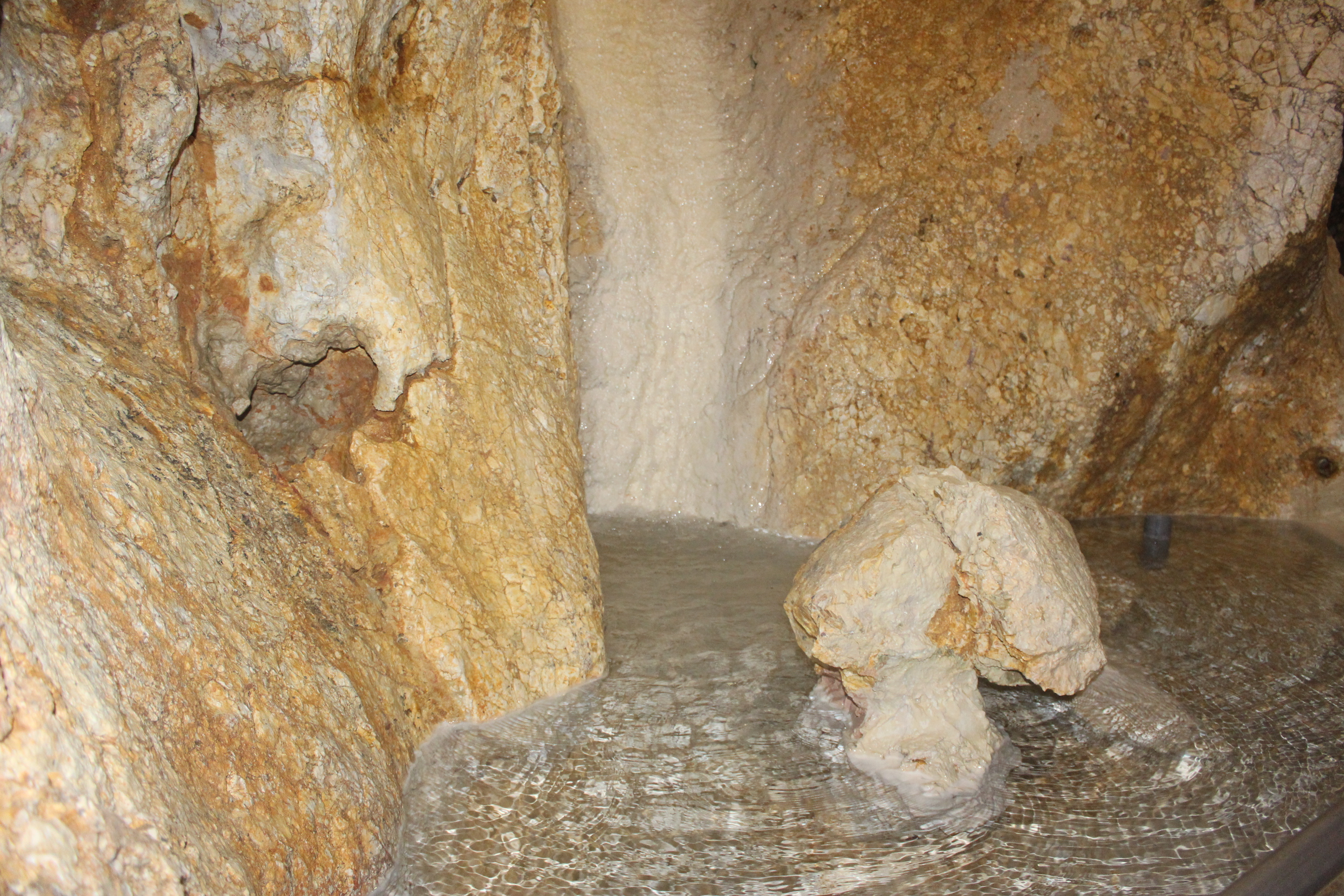
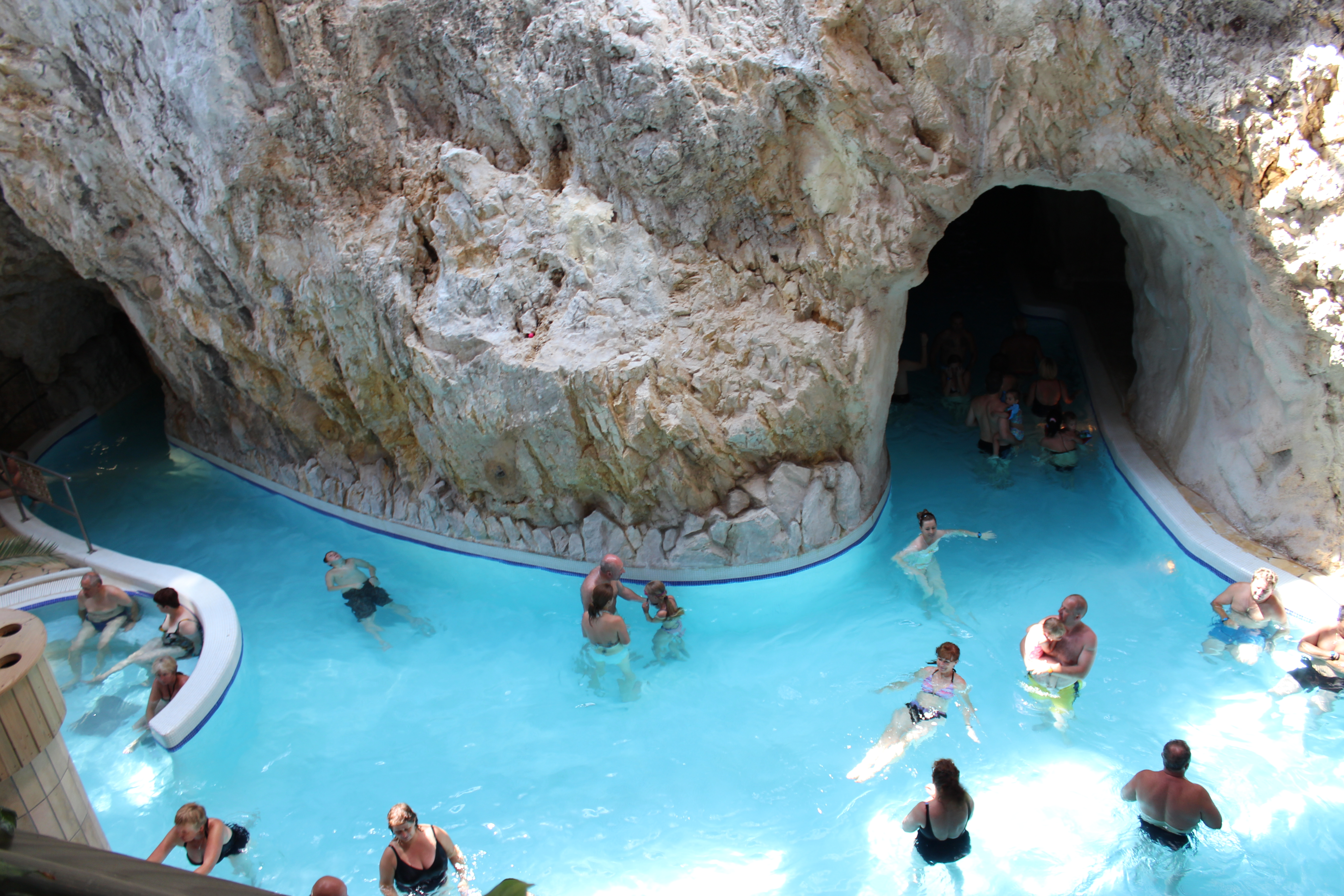
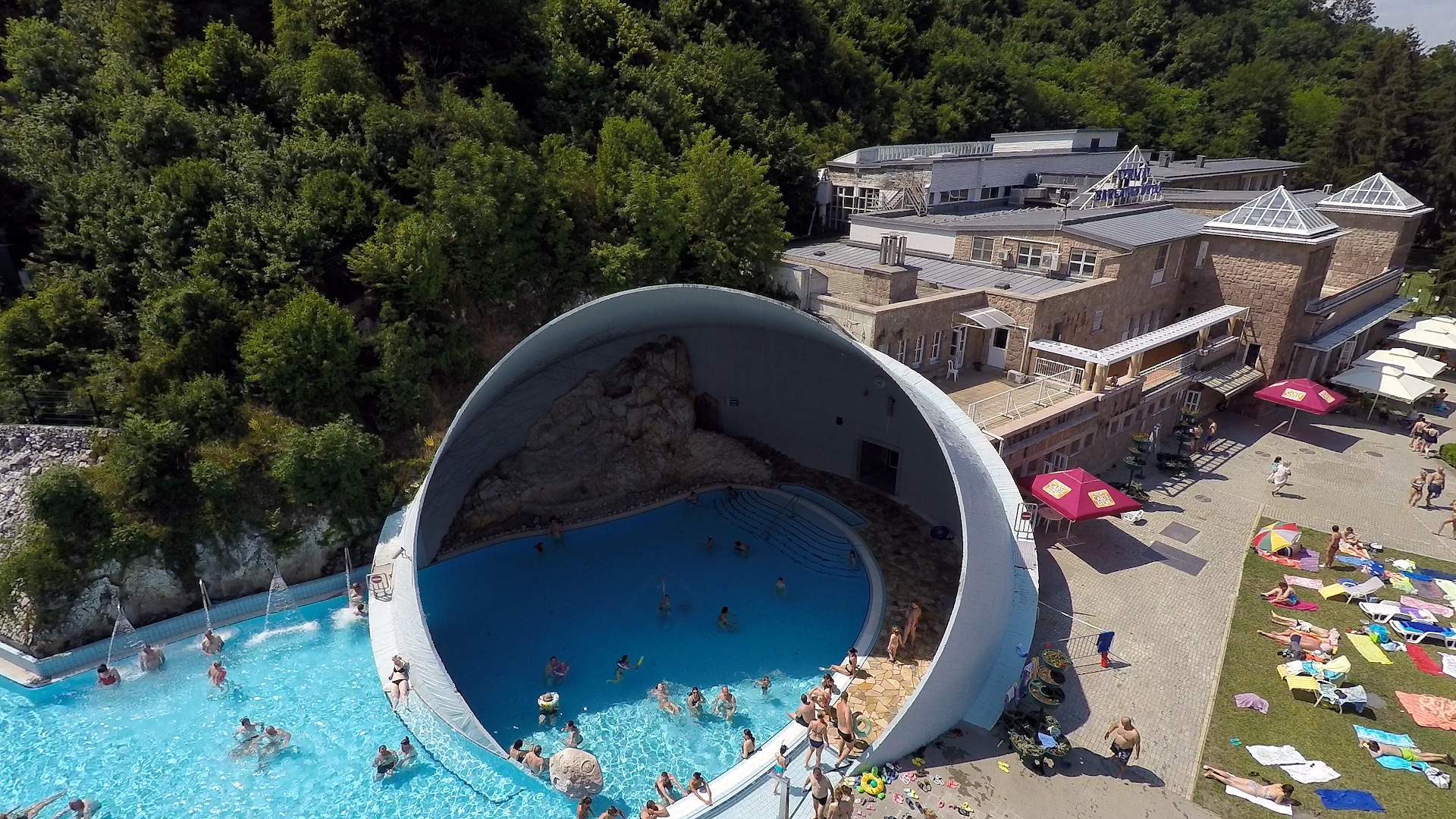